# Riu de Cerdanya
Riu de Cerdanya (em catalão e oficialmente), Ríu ou Riu (em castelhano) é um município da Espanha na comarca da Baixa Cerdanha, província de Lérida, comunidade autónoma da Catalunha. Tem 12,3 km² de área e em 2021 tinha 93 habitantes (densidade: 7,6 hab./km²).

## Demografia
| Variação demográfica do município entre 1998 e 2006[carece de fontes?] | Variação demográfica do município entre 1998 e 2006[carece de fontes?] | Variação demográfica do município entre 1998 e 2006[carece de fontes?] | Variação demográfica do município entre 1998 e 2006[carece de fontes?] | Variação demográfica do município entre 1998 e 2006[carece de fontes?] |
| ---------------------------------------------------------------------- | ---------------------------------------------------------------------- | ---------------------------------------------------------------------- | ---------------------------------------------------------------------- | ---------------------------------------------------------------------- |
| 1998                                                                   | 2000                                                                   | 2002                                                                   | 2004                                                                   | 2006                                                                   |
| 67                                                                     | 81                                                                     | 84                                                                     | 99                                                                     | 94                                                                     |